# Alternativa Popular Canària
Alternativa Popular Canària (APC) és un partit nacionalista canari d'esquerres format el 2002 i integrant del MLNC. La seva creació fou impulsada per l'organització jovenil Azarug i alguns partits d'àmbit municipal, així com individualigats procedents d'organitzacions de l'esquerra nacionalista.
ASAVA, partit d'àmbito municipal que es presenta a Valsequillo (Gran Canària), i Unidad del Pueblo, partit independentista d'esquerres, són partits que si bé no formen parte d'APC, hi han confluït algunes vegades.
El 2003 va celebrar la seva primera assemblea, i en les eleccions autonòmiques de 2003 va obtenir 6.737 vots, un 0,73%, mentre que a les municipals dle mateix any va obtenir un regidor a Santa Úrsula (Tenerife). A La Orotava es va presentar com a Iniciativa por La Orotava (Ipo) amb Los Verdes de Canarias i va obtenir cinc regidors. A les eleccions al Parlament europeu de juny de 2004, Alternativa Popular Canaria demanà el vot per a la coalició Europa dels Pobles.
El 25 i 26 de juny de 2005 el partit va celebrar la seva II Assemblea Nacional, i el 16 de setembre de 2006 la III Assemblea Nacional. En 2006 patí a Tenerife una escissió que formarà un nou partit denominat Alternativa Nacionalista Canària.
A les eleccions al Parlament de Canàries de 2007 es presentà en coalició amb Alternativa Ciudadana 25 de Mayo i va obtenir 4.824 vots, un 0,51%. A les eleccions municipals va perdre el seu regidor a Santa Úrsula (en escindir-se aquest comitè local) i an La Orotava va obtenir 3 regidors. Tant al Cabildo de Tenerife com en els municipis de Santa Cruz de Tenerife, San Cristóbal de la Laguna, Granadilla de Abona, Buenavista del Norte i Tacoronte, va recolzar Alternativa Sí se puede por Tenerife, opció política dins de la qual està integrada Alternativa Popular Canària.
En la seva primera Conferència Nacional, el 2008 va decidir no participar en les Eleccions generals espanyoles de 2011 i proposar un nou referent unitari, Alternativa Sí se puede por Tenerife per centrar tots els esforços en la seva consolidació per les eleccions locals i autonòmiques. A les Eleccions al Parlament Europeu de 2009 va demanar el vot per Iniciativa Internacionalista.